# Биби-Хекиме
Биби́-Хекиме́ — газонефтяное месторождение в Иране (Нефтегазоносный бассейн Персидского залива), расположенное в 68 км к северо-востоку от Генаве. Месторождение открыто в 1961 году, а с 1965 начало разрабатываться. Залежи располагаются на глубине 1—2 км в известняковых отложениях олигоцен-нижнемиоценового и верхнемелового возраста. Плотность нефти 876 г/см3. Первоначально запасы нефти оценивались 1245 млн т, газа — 255 млрд м3. От месторождения проложен нефтепровод до острова Харк. Нефть добывается из 24 скважин. Разработчиком месторождения является компания «National Iranian Oil Co.».
Геологические запасы оценивается 1,1 млрд т. Добыча нефти за 2016 год составила 8 млн тонн.